# Alergijska reakcija
Alergijska reakcija je patološki proces u organizmu čovjeka ili životinje koji je identificiran, te kontakt antigena s tkivom koji rezutira oštećenjem tkiva. Alergijska reakcija se ne manifestira pri prvom kontaktu s antigenom, već nakon svakog sljedećeg.

## Tipovi alergijske reakcije
U 1975. godini Coombs i Gell su, obzirom na imunološki mehanizam koji uzrokuje oštećenje tkiva, alergijske reakcije podijelili u četiri osnovna tipa (Tip I, II, III i IV). Prva tri tipa uključuju protutijela kao medijatore u imunološki mehanizam, dok četvrti tip uključuje T stanice i makrofage. Tipovi ovih alergijskih reakcija nužno se ne događaju izolirano jedan od drugog.

### Alergijska reakcija tipa I
Ona uključuje imunoglobulin (IgE protutijelo) u imunološkom odgovoru na antigene iz okoliša, kao što je grinje iz kućne prašine ili životinjske dlake, pelud, epitel i dr. Ovakva reakcija rezultira otpuštanjem farmakoloških medijatora (histamin, proteaze, kemotaktički faktori) iz IgE senzibiliziranih mastocita, što uzrokuje akutnu inflamatornu reakciju sa simptomima astme ili rinokonjunktivitisa.

### Alergijska reakcija tipa II
Ona je citotoksična reakcija ovisna o protutijelima. U ovoj reakciji su IgG i IgM protutijela usmjerena protiv antigena na vlastitim stanicama organizma (ciljne stanice) ili protiv stranih antigena, primjerice transfuzijska reakcija na eritrocite. Krajnji rezutat tog procesa je fagocitoza, aktivacija stanica ubojica (killer cells) ili liza stanica posredovana aktivacijom komplementa.

### Alergijska reakcija tipa III
Rekacija se razvije stvaranjem veće količine imunokompleksa. Imunokompleksi se stvaraju uvijek kad se antigen veže za antitijelo, ali se uspješno uklanjaju pomoću mononuklearnog fagocitnog sustava. U ovom tipu reakcije tog uklanjanja nema što dovodi do nastajanja tri skupine bolesti: 
- Perzistentna infekcija,
- Autoimune bolesti,
- Bolesti pluća, zbog udisanja antigenskog materijala iz okoliša.[1]

### Alergijska reakcija tipa IV
Ova reakcija je kasna ili stanicama posredovana preosjetljivost, u kojoj se reakcija javlja nakon 12 i više sati. Poznate su tri varijante ovog tipa preosjetljivosti: 
- Kontaktna, s reakcijskim vremenom unutar 72 sata
- Tuberkulinska, s reakcijskim vremenom unutar 72 sata,
- Granulomatozna, koja se razvije unutar 21-28 dana.

Ovaj tip reakcije se vrlo teško manifestira kada su antigeni npr. bacili tuberkuloze uhvaćeni makrofagima, a ne mogu se eliminirati. To stimulira T limfocite koji otpuštaju citokine koji
posreduju u inflamatornom odgovoru.

## Vanjske poveznice
|  | Molimo pročitajte upozorenje o korištenju medicinskih informacija. Ne provodite liječenje bez savjetovanja s liječnikom! |